# Nesolestes alboterminatus
Nesolestes alboterminatus är en trollsländeart som först beskrevs av Selys 1891.  Nesolestes alboterminatus ingår i släktet Nesolestes och familjen Megapodagrionidae. Inga underarter finns listade i Catalogue of Life.